# Wogo (peuple)
Pour les articles homonymes, voir Wogo.
 (septembre 2012).
Les Wogo sont un peuple d'Afrique de l'Ouest du groupe songhaï établi au Niger et au Mali, sur les bords du fleuve et les îles du fleuve Niger, un territoire qu'ils partagent avec les Djermas, les Kourteïs et les Songhaïs. Il existe trois collectivités Wogo, toutes insulaires : Boura (au Mali), îles de la région de Tillabéry et d'Ayorou (au Niger) et Zaria (Kala‑kala) au Nigeria.

## Ethnonymie
Selon les sources, on observe peu de variantes : Wogo, Wogos, Woko.

## Langue
Le wogo ciine, la langue wogo, est un dialecte du zarma.

## Économie et société
Les Wogo cultivent le riz et le tabac, auxquels s'ajoutent des productions complémentaires : mil, maïs, pêche et élevage. La crue et la décrue du fleuve rythment leur vie agricole.

## Culture
Les Wogo sont très proches des Songhaï sur le plan culturel. Ils parlent presque la même langue qu'eux et sont musulmans, mais pratiquent les danses de possession holey.
Leur artisanat est intéressant, surtout pour le tissage et la vannerie.

### Filmographie
- Jean-Pierre Olivier de Sardan, La Bouche déliée : mariage Wogo, CNRS Audiovisuel, Meudon, 1970, 29 min